# سیستم ایمنی مصنوعی
در هوش مصنوعی، سیستم‌های ایمنی مصنوعی (به انگلیسی: Artificial Immune Systems (AIS)) دسته‌ای از سیستم‌های یادگیری ماشینی مبتنی بر قوانین و محاسباتی هوشمند هستند که از اصول و فرایندهای سیستم ایمنی مهره‌داران الهام گرفته شده‌اند. الگوریتم‌ها معمولاً بر اساس ویژگی‌های یادگیری و حافظه سیستم ایمنی برای استفاده در حل مسئله مدل‌سازی می‌شوند.

## تعریف
حوزه سیستم‌های ایمنی مصنوعی (AIS) به انتزاع ساختار و عملکرد سیستم ایمنی به سیستم‌های محاسباتی و بررسی کاربرد این سیستم‌ها در حل مسائل محاسباتی از ریاضیات، مهندسی و فناوری اطلاعات مربوط می‌شود. AIS زیر شاخه ای از محاسبات با الهام از زیست‌شناسی و محاسبات طبیعی است که به یادگیری ماشین علاقه‌مند است و به حوزه گسترده‌تر هوش مصنوعی تعلق دارد.
سیستم‌های ایمنی مصنوعی (AIS) سیستم‌های تطبیقی هستند که با الهام از ایمونولوژی نظری و عملکردها، اصول و مدل‌های ایمنی مشاهده‌شده، که برای حل مسئله به کار می‌روند.
AIS از ایمونولوژی محاسباتی و زیست‌شناسی نظری که به شبیه‌سازی ایمونولوژی با استفاده از مدل‌های محاسباتی و ریاضی برای درک بهتر سیستم ایمنی مربوط می‌شود، متمایز است، اگرچه چنین مدل‌هایی زمینهٔ AIS را آغاز کردند و همچنان زمینه‌ای مناسب برای الهام را فراهم می‌کنند. در نهایت، حوزه AIS بر خلاف سایر زمینه‌ها مانند محاسبات DNA، با بررسی سیستم ایمنی به عنوان بستری برای محاسبه سروکار ندارد.

## تاریخچه
AIS در اواسط دهه ۱۹۸۰ با مقالاتی توسط فارمر، پاکارد و پرلسون (۱۹۸۶) و برسینی و وارلا (۱۹۹۰) در مورد شبکه‌های ایمنی پدیدار شد. با این حال، تنها در اواسط دهه ۱۹۹۰ بود که AIS به یک میدان برای خود تبدیل شد. فارست و همکاران (در مورد انتخاب منفی) و Kephart و همکاران. اولین مقالات خود را در مورد AIS در سال ۱۹۹۴ منتشر کردند و داسگوپتا مطالعات گسترده‌ای در مورد الگوریتم‌های انتخاب منفی انجام داد. هانت و کوک کار بر روی مدل‌های شبکه ایمنی را در سال ۱۹۹۵ آغاز کردند. تیمیس و نیل این کار را ادامه دادند و بهبودهایی ایجاد کردند. کار د کاسترو و فون زوبن و نیکوزیا و کوتلو (در مورد انتخاب کلونال) در سال ۲۰۰۲ قابل توجه شد. اولین کتاب در مورد سیستم‌های ایمنی مصنوعی توسط داسگوپتا در سال ۱۹۹۹ ویرایش شد.
در حال حاضر، ایده‌های جدید در امتداد خطوط AIS، مانند نظریه خطر و الگوریتم‌های الهام گرفته از سیستم ایمنی ذاتی نیز در حال بررسی هستند. اگرچه برخی بر این باورند که این ایده‌های جدید هنوز هیچ انتزاعی واقعاً «جدید» را بیش از الگوریتم‌های AIS موجود ارائه نمی‌کنند. با این حال، این موضوع به شدت مورد بحث است و این بحث یکی از نیروهای محرک اصلی برای توسعه AIS در حال حاضر است. دیگر پیشرفت‌های اخیر شامل کاوش در انحطاط در مدل‌های AIS است، که انگیزه آن نقش فرضی آن در یادگیری و تکامل باز است.
در ابتدا AIS به دنبال یافتن انتزاعات کارآمد از فرایندهای موجود در سیستم ایمنی بود، اما اخیراً به مدل‌سازی فرایندهای بیولوژیکی و به‌کارگیری الگوریتم‌های ایمنی برای مشکلات بیوانفرماتیک علاقه‌مند شده‌است.
در سال ۲۰۰۸، داسگوپتا و نینو یک کتاب درسی در مورد محاسبات ایمونولوژیک منتشر کردند که خلاصه ای از کارهای به روز مرتبط با تکنیک‌های مبتنی بر ایمنی را ارائه می‌دهد و طیف گسترده‌ای از کاربردها را توصیف می‌کند.

## تکنیک
تکنیک‌های رایج از نظریه‌های ایمنی‌شناسی خاصی الهام گرفته شده‌است که عملکرد و رفتار سیستم ایمنی سازگار پستانداران را توضیح می‌دهد.
الگوریتم انتخاب کلونال: دسته‌ای از الگوریتم‌ها با الهام از نظریه انتخاب کلونال ایمنی اکتسابی که توضیح می‌دهد چگونه لنفوسیت‌های B و T پاسخ خود را به آنتی‌ژن‌ها در طول زمان بهبود می‌بخشند که بلوغ میل نامیده می‌شود. این الگوریتم‌ها بر ویژگی‌های داروینی این نظریه تمرکز می‌کنند که در آن انتخاب از میل ترکیبی برهم‌کنش‌های آنتی‌ژن-آنتی‌بادی، تولید مثل از تقسیم سلولی الهام گرفته شده‌است، و تنوع از هیپرجهش سوماتیک الهام گرفته شده‌است. الگوریتم‌های انتخاب کلونال معمولاً برای حوزه‌های بهینه‌سازی و تشخیص الگو اعمال می‌شوند، که برخی از آنها شبیه تپه‌نوردی موازی و الگوریتم ژنتیک بدون عملگر نوترکیبی هستند.
الگوریتم انتخاب منفی: با الهام از فرایندهای انتخاب مثبت و منفی که در طول بلوغ سلول‌های T در تیموس به نام تحمل سلول T رخ می‌دهد. انتخاب منفی به شناسایی و حذف (آپوپتوز) سلول‌های خود واکنش‌دهنده اشاره دارد، یعنی سلول‌های T که ممکن است بافت‌های خود را انتخاب کرده و به آنها حمله کنند. این دسته از الگوریتم‌ها معمولاً برای طبقه‌بندی و حوزه‌های مسئله تشخیص الگو استفاده می‌شوند که در آن فضای مسئله در مکمل دانش موجود مدل‌سازی می‌شود. به عنوان مثال، در مورد یک حوزه تشخیص ناهنجاری، الگوریتم مجموعه ای از آشکارسازهای الگوی نمونه آموزش دیده بر روی الگوهای عادی (غیر غیرعادی) را آماده می‌کند که الگوهای نادیده یا غیرعادی را مدل و شناسایی می‌کند.
الگوریتم‌های شبکه ایمنی: الگوریتم‌هایی الهام‌گرفته‌شده از تئوری شبکه‌های نامفهوم ارائه‌شده توسط نیلز کاج جرن که تنظیم سیستم ایمنی را توسط آنتی‌بادی‌های ضد ایدوتیپی (آنتی‌بادی‌هایی که برای سایر آنتی‌بادی‌ها انتخاب می‌کنند) توصیف می‌کند. این دسته از الگوریتم‌ها بر ساختارهای نمودار شبکه‌ای متمرکز هستند که در آن آنتی‌بادی‌ها (یا سلول‌های تولیدکننده آنتی‌بادی) گره‌ها را نشان می‌دهند و الگوریتم آموزشی شامل رشد یا برش لبه‌های بین گره‌ها بر اساس تمایل (شباهت در فضای نمایش مشکلات) است. الگوریتم‌های شبکه ایمنی در حوزه‌های خوشه‌بندی، تجسم داده‌ها، کنترل و بهینه‌سازی و اشتراک‌گذاری ویژگی‌ها با شبکه‌های عصبی مصنوعی استفاده شده‌اند.
الگوریتم‌های سلول‌های دندریتیک: الگوریتم سلول‌های دندریتیک (DCA) نمونه ای از الگوریتم‌های الهام گرفته از ایمنی است که با استفاده از رویکرد چند مقیاسی توسعه یافته‌است. این الگوریتم بر اساس یک مدل انتزاعی از سلول‌های دندریتیک (DCs) است. DCA از طریق یک فرایند بررسی و مدل‌سازی جنبه‌های مختلف عملکرد DC، از شبکه‌های مولکولی موجود در سلول گرفته تا رفتار نشان‌داده‌شده توسط جمعیتی از سلول‌ها، انتزاع و اجرا می‌شود. در داخل DCA اطلاعات در لایه‌های مختلف دانه بندی می‌شود که از طریق پردازش چند مقیاسی به دست می‌آید.